# Liquidez
Liquidez, em contabilidade, corresponde à velocidade e facilidade com a qual um ativo pode ser convertido em caixa. Por exemplo: ouro é um ativo relativamente líquido, pois pode ser rapidamente vendido; uma instalação fabril não o é. Na realidade, a liquidez possui duas dimensões: facilidade de conversão versus perda de valor. Qualquer ativo pode ser convertido em caixa rapidamente, desde que se reduza suficientemente o preço.
Um ativo de alta liquidez, portanto, é aquele que pode ser vendido rapidamente sem perda significativa de valor. Um ativo ilíquido (ou sem liquidez) é aquele que não pode ser convertido em caixa rapidamente, sem que haja redução substancial do preço. Normalmente, os ativos são apresentados no balanço em ordem decrescente de liquidez, significando que os mais líquidos vêm em primeiro lugar. O ativo circulante é relativamente líquido, e inclui caixa e outros ativos que serão convertidos em caixa nos próximos 12 meses. Contas a receber, por exemplo, representam o montante de vendas já realizadas e não recebidas ainda de clientes. Naturalmente, espera-se que sejam convertidas em caixa no futuro próximo. Estoques talvez sejam os menos líquidos dos ativos circulantes, pelo menos para a maior parte das empresas.
Ativos permanentes são, em sua maior parte, relativamente ilíquidos. Consistem em bens tangíveis, como prédios e equipamentos, que normalmente não são convertidos em caixa ao longo da atividade normal do negócio (são, naturalmente, utilizados no negócio para gerar caixa). Ativos intangíveis, tais como marcas, embora não tenham existência física, podem ter valor. Assim como os ativos permanentes tangíveis, não serão normalmente convertidos em caixa e são considerados ilíquidos.
A liquidez tem valor. Quanto mais líquido o negócio, menor é a possibilidade de que venha a se encontrar em uma situação de insolvência (isto é, dificuldade de pagar dívidas ou comprar ativos necessários). Os ativos líquidos geralmente são menos rentáveis. Por exemplo, o saldo de caixa é o mais líquido dos ativos, mas algumas vezes ele não gera retorno algum, pois apenas está lá, parado. Existe, portanto, uma escolha entre as vantagens da liquidez e a perda de lucros potenciais.
Um ativo é tanto mais líquido quanto mais fácil for transformá-lo em dinheiro vivo, ou seja, a liquidez pode ser entendida como a medida de interesse que o mercado tem em negociar esse ativo. Ela pode variar conforme o tipo de investimento feito pela empresa, as suas perspectivas de lucro e as conjunturas econômicas nacional e internacional.
A moeda é considerada como o ativo mais líquido, mas é uma reserva de valor imperfeita. Quando há uma elevação geral dos preços da economia (inflação), por exemplo, o valor da moeda cai.
Em análise de crédito, a liquidez de um cliente refere-se  à probabilidade  de que ele venha a honrar seus compromissos de curto prazo com os credores (comércio, indústria, bancos, etc.), na data prevista. Ou seja, é a sua capacidade de pagamento. Em princípio, se o cliente depende de um outro credor para quitar seu débito junto a um primeiro credor, sua liquidez é menor.
O grau de liquidez para os investidores é estimado através do respectivo desconto do valor dos títulos. Investimentos feitos através da private equity normalmente têm riscos adicionais.
Muitos bancos centrais já afirmaram que a questão do crédito não é de liquidez, mas sim de solvência. O motivo é que o crédito não é norteado pela oferta de moeda, e sim pela possibilidade de maximizar os lucros mediante cortes de empréstimos e estímulos ao endividamento por meio da oligopolização do setor bancário.